# Ушаковская набережная
Ушако́вская набережная — набережная в Приморском районе Санкт-Петербурга, проходящая по правому берегу Большой Невки от набережной Чёрной речки до улицы Академика Крылова. Является продолжением Выборгской набережной за Головинским мостом.

## История
С конца XIX века именовалась Строгановской, по располагавшейся вдоль набережной Строгановской даче (имению графа А. С. Строганова). В 1952 году получила имя адмирала Ф. Ф. Ушакова. В 1979—1989 годах входила в состав Выборгской набережной, поэтому сохраняет двойную[уточнить] нумерацию зданий.
В 1941 году у пересечения набережной с улицей Академика Крылова построено здание Военно-морской академии им. Н. Г. Кузнецова (д. 17). Там же в 1997—2000 годах создана Ушаковская транспортная развязка.

## Пересечения
- набережная Чёрной речки
- улица Академика Крылова